# Romnalda papuana
Romnalda papuana är en sparrisväxtart som först beskrevs av Carl Karl Adolf Georg Lauterbach, och fick sitt nu gällande namn av P.F.Stevens. Romnalda papuana ingår i släktet Romnalda och familjen sparrisväxter. Inga underarter finns listade i Catalogue of Life.